# XIV Juegos Centroamericanos y del Caribe
Los XIV Juegos Centroamericanos y del Caribe se celebraron en La Habana, Cuba, entre el 7 de agosto y el 18 de agosto de 1982.

## Historia
Mayagüez, Puerto Rico, renunció a organizar los juegos, y la organización recae en manos de la ciudad de La Habana, la cual alberga por segunda vez los Juegos Centroamericanos y del Caribe. Las delegaciones de Islas Vírgenes Británicas y Granada participaron por primera vez.

## Deportes
A los juegos asistieron 2.799 atletas de 22 naciones. La vela regresa como disciplina en las justas, mientras que el Tenis de Mesa, Tiro con Arco, Hockey sobre césped y Remo son introducidas en el cronograma oficial de los juegos. Cuba ocupa el primer lugar del medallero, con 173 preseas de oro, mientras que México y Venezuela quedan respectivamente en el segundo y tercer lugar.

## Medallero
La tabla se encuentra ordenada por la cantidad de medallas de oro, plata y bronce.
Si dos o más países igualan en medallas, aparecen en orden alfabético.
| Núm. | País                      | Oro | Plata | Bronce | Total |
| ---- | ------------------------- | --- | ----- | ------ | ----- |
| 1    | Cuba                      | 173 | 71    | 38     | 282   |
| 2    | México                    | 29  | 55    | 47     | 131   |
| 3    | Venezuela                 | 19  | 39    | 54     | 112   |
| 4    | Puerto Rico               | 7   | 43    | 54     | 104   |
| 5    | República Dominicana      | 4   | 8     | 22     | 34    |
| 6    | Jamaica                   | 4   | 3     | 6      | 13    |
| 7    | Costa Rica                | 3   | 1     | 4      | 8     |
| 8    | Islas Vírgenes Americanas | 2   | 5     | 4      | 11    |
| 9    | Bahamas                   | 2   | 3     | 4      | 9     |
| 10   | Guatemala                 | 2   | 1     | 6      | 9     |
| 11   | Trinidad y Tobago         | 1   | 2     | 6      | 9     |
| 12   | Guyana                    | 1   | 0     | 1      | 2     |
| 13   | Haití                     | 1   | 0     | 0      | 1     |
| 14   | Panamá                    | 0   | 11    | 9      | 20    |
| 15   | Nicaragua                 | 0   | 3     | 5      | 8     |
| 16   | Belice                    | 0   | 1     | 0      | 1     |
| 17   | Antillas Neerlandesas     | 0   | 0     | 3      | 3     |
| 18   | Barbados                  | 0   | 0     | 2      | 2     |
| 19   | Bermudas                  | 0   | 0     | 2      | 2     |
| 20   | Granada                   | 0   | 0     | 2      | 2     |
| 20   | Suriname                  | 0   | 0     | 1      | 1     |